# Cleanse Fold and Manipulate
Cleanse Fold and Manipulate è il terzo album in studio del gruppo musicale canadese Skinny Puppy, pubblicato nel 1987.

## Tracce
1. First Aid – 4:29
2. Addiction – 6:01
3. Shadow Cast – 4:18
4. Draining Faces – 5:12
5. The Mourn – 2:41
6. Second Tooth – 4:06
7. Tear or Beat – 4:42
8. Deep Down Trauma Hounds – 4:41
9. Anger – 4:53
10. Epilogue – 1:10

## Formazione
- Nivek Ogre - voce
- cEvin Key - batteria, sintetizzatori, chitarra, basso, voce, effetti
- Dwayne Goettel - sintetizzatori, chitarre, batteria, cori, effetti
- Peter Rave - chitarre